# Kem
 Denne artikel omhandler byen. Opslagsordet har også en anden betydning, se Kem (flod).
Kem (russisk: Кемь, tr. Kem; karelsk: Kemi) er en historisk by i Republikken Karelija i Den Russiske Føderation. Byen ligger ved floden Kems udløb i Hvidehavet. Kem har 9.712(2023) indbyggere.

## Geografi
Kem ligger i den nordlige del af Karelija. Afstanden til republikkens hovedstad, Petrosavodsk, er 434 km; den nærmeste by er Belomorsk 48 km mod syd ved kysten af Hvidehavet. Byen ligger ved jernbanen fra Petrosavodsk til Murmansk og vejen M18 fra Sankt Petersborg til Murmansk går igennem Kem.

## Historie
Der er fundet spor efter mennesker i Kem-området fra mesolitisk tid (ca. 8.000–4.000 f.Kr.), og der er også spor efter vikinger i området. Kem er først nævnt som et gods tilhørende Novgorods posadnik (modsvarer stadtholder) Marfa Boretskaja i 1450, da hun donerede byen til Solovkij-klosteret, som ligger på den største af Solovetskij-øerne i Hvidehavet lige uden for byen. I 1657 blev en træfæstning opført i byen. Byens bemærkelsesværdige katedral, Maria indsovnelses-katedralen, er også en træbygning, opført i perioden 1711-1717. Katedralen er et flot eksempel på en valmtagskonstruktion (sadeltag hvor dele af tagryggen er skåret af ved midten af gavlen), som var meget anvendt i ældre russisk arkitektur. Katedralens ikonostas (væg med tre døre, som adskiller kor fra skib) har samme særpræg som kostelige ikoner fra Novgorod på 1600-tallet.
Indbyggerne i Kem har historisk været kaldt pomorere ("kystboere"). Mellem 1740 og 1917 foregik pomorhandelen mellem folk i Hvidehavsområdet og fiskere i Nordnorge, med hovedsagelig fisk fra Norge og korn fra Rusland som handelsvarer. Kem var en af de vigtigste havnebyer, som tog del i denne handel, og byens Pomormuseum har omkring 6.500 genstande fra denne tid.
I 30'erne blev der anlagt flere fangelejre inden for rammerne af Gulag-systemet i byen. Udbygningen af sådanne lejre skete ved Kem omkring 1930. I Kem lå de vigtigste lejre under anlæggelsen af Hvidehavskanalen mellem Østersøen og Hvidehavet hvor de største sluser blev bygget. I Kem lå også administrationscenteret for fangelejrene på Solovetskij-øerne, og byen var transporthavn til øerne. Det er rejst et monument til minde om dem, der døde i lejrene i Kem.
I dag er der turisttransport med båd ud til Solovetskij-øerne fra havnen i Kem. Rejsen tager mellem to og tre timer og er den korteste vej til disse øer.